# Накамура, Хикару
Хика́ру Накаму́ра (яп. 中村光, англ. Hikaru Nakamura; род. 9 декабря 1987, Хираката) — американский шахматист, гроссмейстер (2003), шахматный стример, популяризатор шахмат, один из ведущих шахматистов мира. Пятикратный чемпион США (2004/2005, 2009, 2012, 2015, 2019), с 2022 года — чемпион мира по шахматам Фишера. В составе сборной США — участник пяти шахматных олимпиад, завоевал командную золотую и две бронзовые медали.
В мае 2014 года, когда ФИДЕ начала публиковать официальные рейтинги по быстрым шахматам и блицу, Накамура занимал 1-е место в мире в обоих списках. Долгое время был на 1-м месте, сейчас входит в пятёрку сильнейших.

## Ранние годы
Хикару Накамура родился 9 декабря 1987 года в Хиракате в семье матери-американки Кэролайн Мерроу, музыканта с классическим образованием, и отца-японца Сюити, бывшего учителя. У Хикару есть старший брат Аска (род. 4 февраля 1986), который также играет в шахматы и имеет рейтинг ФИДЕ 2155.
Когда Хикару было два года, семья переехала в США, а в 1990 году его родители развелись. Позже мать снова вышла замуж за шри-ланского мастера ФИДЕ, известного американского тренера Сунила Вирамантри, который в будущем стал тренером Хикару Накамуры.
После того, как Аска Накамура выиграл национальный чемпионат среди детских садов в 1992 году, Вирамантри начал тренировать братьев Накамура.
Хикару вырос в Уайт-Плейнсе. Начал играть в шахматы в 7 лет под руководством своего отчима Сунила Вирамантри. В начале 1998 года, в 10 лет и 79 дней стал самым молодым в истории мастером Американской шахматной федерации.
В 1999 году выиграл приз Лауры Аспис, ежегодно вручаемый лучшему игроку с рейтингом USCF в возрасте до 13 лет.
В июле 2002 года занял 37-е место на 30-м ежегодном турнире World Open в Филадельфии.
В 2003 году, в 15 лет, 2 месяца и 19 дней получил звание гроссмейстера, побив на 3 месяца рекорд США, установленный Робертом Фишером (15 лет, 6 месяцев и 1 день) в 1958 году.

## После 2003

### 2004—2005
В апреле 2004 года разделил 4—5 места на турнире Corus B в Вейк-ан-Зее.
Накамура квалифицировался на чемпионат мира 2004 в Триполи и дошёл до четвёртого раунда, победив Волкова, Александрова и Ластина. Накамура уступил Адамсу, который имел третий рейтинг в турнире.
В ноябре—декабре 2004 года выиграл чемпионат США 2005, набрав 7 очков из 9. Он разделил 1-е место с Стрипунским и победил его в двух матчах плей-офф подряд, став самым молодым национальным чемпионом со времён Фишера. Накамура завершил турнир без поражений. В седьмом туре победил Кайданова, лучшего игрока страны на тот момент.
После этой победы сыграл в Мексике матч Duelo de Jóvenes Prodigios против Сергея Карякина и победил со счётом 4½-1½.
20 июня 2005 года 19-м стипендиатом Фрэнка Сэмфорда Накамуре был выбран грант в размере 32 000 $ на дальнейшее шахматное образование и участие в соревнованиях.
В ноябре—декабре 2005 года участвовал в Кубке мира, изначально занимая 28-е место из 128 игроков, но в первом раунде проиграл обе партии Сурье Гангули.

### 2006
Накамуре предложили полную стипендию в Техасском университете в Далласе, но тот отказался и начал посещать колледж Дикинсон с частичной стипендией. Он решил отдохнуть от шахмат, но объявил, что продолжит карьеру.
Он помог сборной США завоевать бронзовую медаль на шахматной олимпиаде в Турине, играя на 3-й доске после Гаты Камского и чемпиона США 2006 года Александра Онищука.
Позже выиграл 16-й турнир North American Open в Лас-Вегасе.

### 2007—2008
В январе 2007 года Накамура разделил 2—4 места на турнире GibTelecom Masters в Гибралтаре.
В октябре—ноябре 2007 года выиграл турнир Magistral D’Escacs в Барселоне и турнир по быстрым шахматам на Корсике.
В 2008 году одержал 5 побед подряд на турнире GibTelecom Masters в Гибралтаре и разделил 1-е место с Бу Сянчжи, которого обыграл в плей-офф по рапиду.
В ноябре 2008 года выиграл турнир по рапиду Агде, победив Анатолия Карпова в полуфинале и Василия Иванчука в финале.

### 2009
В феврале занял 3-е место на 7-м турнире Gibtelecom Masters в Гибралтаре.
В мае выиграл чемпионат США в Сент-Луисе, набрав 7 очков из 9. Он опередил на пол-очка 17-летнего Роберта Хесса.
В июле выиграл Finet Chess960 Open в Майнце. Выиграл шахматный фестиваль в Сан-Себастьяне с результатом 6½ из 9.
В августе стал чемпионом мира по шахматам Фишера, победив Левона Ароняна со счётом 3½-½.
В ноябре принял участие в BNbank blitz. Дошёл до финала, выиграв все 12 партий. В финале победил Магнуса Карлсена в блице со счётом 3-1.
Накамура пропустил чемпионат мира 2009, так как играл в London Chess Classic. Чёрными сыграл вничью с будущим победителем Магнусом Карлсеном и белыми с бывшим чемпионом мира Владимиром Крамником. Не смог выиграть ни одной партии и занял предпоследнее место.

### 2010
В начале 2010 года играл за сборную США за первой доской на командном чемпионате мира в Бурсе. Это выступление принесло ему индивидуальную золотую медаль на первой доске и помогло сборной США занять второе место после России.
Участвовал в Corus Chess Tournament 2010 в Вейк-ан-Зее. Завершил с результатом 7½ из 13, разделив 4-е место с Вишванатаном Анандом и уступив победителям Карлсену, Крамнику и Широву.
В мае принял участие в чемпионате США в Сент-Луисе, пытаясь защитить титул 2009 года. Занимал стартовое 1-е место и набрал 5 очков из 7. Вышел в круговой этап против чемпиона 1991 года Гаты Камского, чемпиона 2006 года Александра Онищука и чемпиона 2008 года Юрия Шульмана. Сыграл вничью с Камским, но проиграл Шульману белыми фигурами в обеих партиях, что лишило его возможности защитить титул.
Участвовал в 39-й шахматной олимпиаде. Показал хороший индивидуальный результат, но сборной США не удалось завоевать медали.
С 5 по 14 ноября участвовал в Мемориале Таля в Москве, в котором играли почти все шахматисты первой десятки рейтинга ФИДЕ. Средний рейтинг турнира составил 2757, что делало его 3-м по силе в истории на тот момент. Накамура финишировал с результатом +1, заняв 5-е место. Единственная победа Накамуры над Эльяновым впервые в карьере поместила его в первую десятку живого рейтинга. Сергей Шипов сказал, что выступление Накамуры в турнире такого уровня позволило шахматную элиту начать его уважать.
16-18 ноября Накамура играл на чемпионате мира по блицу в Москве. Несмотря на провальный старт и поражение в 4 из 5 туров, он закончил с результатом 7½ из 14, отстав на 2½ очка от Карлсена и Ароняна, которых победил в личных встречах.
В декабре занял 4-е место в London Chess Classic с участием Ананда, Карлсена , Крамника, Адамса, Шорта и других гроссмейстеров.

### 2011
Накамура тренировался с Каспаровым весь 2011 год.
Выступление в Лондоне гарантировало, что он официально войдёт в десятку лучших игроков по рейтингу в январе 2011 года. Был включён и занял 10-е место с рейтингом 2751.
С 14 по 30 января участвовал в Tata Steel Tournament в Вейк-ан-Зее. Среди участников были Карлсен, Ананд, Аронян и другие сильнейшие гроссмейстеры. Средний рейтинг составил 2740, что сделало его турниром 20-й категории. После 12 туров Накамура занимал 1-е место с 8,5 очками, на пол-очка опережая Ананда и на одно очко Карлсена и Ароняна. В последнем туре сыграл вничью с Анандом чёрными фигурами и закончил с результатом +5 (9 из 13) и перфомансом 2879, гарантируя как минимум делёж 1-го места, но в итоге стал победителем.
Это сделало его первым американцем, выигравшим турнир в Вейк-ан-Зее с 1980 года. Победа также гарантировала Накамуре участие в следующих элитных турнирах. Эта победа подняла его рейтинг с 2751 до 2774, с 10-го на 7-е место в мире в неофициальном живом списке. Каспаров в электронном письме Накамуре назвал победу лучшей для американца за более чем 100 лет.
В мае сыграл матч из 6 партий против Руслана Пономарёва, который занимал 11-е место в мировом рейтинге. Накамура проиграл первую партию, но выиграл матч со счётом 3½—2½, заняв 6-е место в мировом рейтинге.
С 11 по 21 июня выступил на Bazna Kings Tournament. Турнир был отнесён к XXI категории со средним рейтингом 2760, став 3-м по силе в истории. Накамура финишировал с результатом 4½ из 10, достигнув нового рекорда рейтинга 2770 (6-е место).
21-31 июля играл в Dortmund Invitational. Накамура, начав турнир с −3, закончил с результатом 4½ из 10.
В сентябре победил в Tata Steel 2011, второй год подряд играл на Мемориале Таля. Закончил год, приняв участие в London Chess Classic в третий раз подряд.

### 2012
Участвовал в Reggio Emilia Tournament, разделил 2-е место с Александром Морозевичем и Фабиано Каруаной, отстав на пол-очка от победителя Аниша Гири.
Принял участие в Tata Steel, заняв 6-е место.
В мае выиграл чемпионат США с результатом 8½ из 11, опередив на 1 очко Гату Камского.
В июне выступал на Мемориале Таля в Москве, показав результат «-1», отстал от Карлсена на 1½ очка.
Участвовал в шахматном фестивале в Биле, разделив 3-е место с Анишем Гири.
В августе—сентябре на 40-й олимпиаде помог сборной США занять 5-е место, выступил с результатом +4−1=4 на первой доске.
На турнире Гран-при ФИДЕ в Лондоне разделил последнее место с Анишем Гири.
Занял 1-е место в «коронной группе» на турнире Univé в Хогевене.
В декабре разделил 3-е место с Адамсом в London Chess Classic с результатом +3−1=4.
Завершил год, выиграв три серебряные медали в трёх видах шахмат (рапид, блиц и вслепую) на Всемирных интеллектуальных играх в Пекине. После этого достиг рейтинга ФИДЕ 2844 по блицу и 2795 по быстрым шахматам.
После неудачного 5-го Королевского турнира в Медиасе (3-е место из 6, однако состав был сильным), Накамура написал в Twitter, что сосредоточился на Мировой серии покера 2011. Его тренер Каспаров также публично жаловался на свой интерес к покеру.

### 2013
Начал год с результатом 7 из 13 (+3−2=8) на Tata Steel в Вейк-ан-Зее, заняв 6-е место.
Не участвовал в чемпионате США, сыграл в Ставангере 2013 и занял 2-е место после Сергея Карякина с результатом 5½ из 9 (+4−2=3). Выиграл чёрными фигурами у чемпиона мира Вишванатана Ананда в испанской партии.
В июне сыграл в Мемориале Таля. Проиграл, а затем выиграл три партии подряд. Занял 5-е место с результатом 4½ из 9 (+4−4=1). Перед классическими турнирами выиграл блицтурнир, подняв свой блицрейтинг до 2879, став первым в мире.
Участвовал на Кубке мира 2013, проиграл в четвёртом раунде Антону Коробову.
Занял 2-е место на Кубке Синкфилда в Сент-Луисе с результатом 3½ из 6 (+2−1=3), уступив 1-е место Карлсену. Во время турнира Накамура обыграл Ароняна, который занимал 2-е место в мировом рейтинге.
В апреле сыграл на турнире Гран-при ФИДЕ в Цуге, набрав 6½ очков из 11 (+3−1=7), занял 2-е место после Топалова. На Гран-при в Салониках набрал 5 из 11. В Париже набрал 6½ из 11 (+3−1=7) и разделил 3-е место с Этьеном Бакро, уступив победителям Каруане и Гельфанду. В индивидуальной встрече он победил Каруану, но проиграл Гельфанду. Накамура финишировал 6-м в серии Гран-при ФИДЕ 2012/2013.
Играл на 1-й доске за O.R. Padova на клубном чемпионате Европы на Родосе, набрав 4 из 6 (+2−0=4). Победил действующего на тот момент чемпиона России Петра Свидлера чёрными фигурами в острой староиндийской защите.
На командном чемпионате мира в Анталье помог команде США занять 4-е место. Установил личный рекорд, набрав 4½ очка из 7 (+3−1=3) и получил серебряную медаль на 1-й доске.
В конце года выступил на London Chess Classic, который тогда был преобразован в турнир по рапиду. Показал результат +5−0=7, победив Гельфанда, Крамника, Шорта и других гроссмейстеров.

### 2014
На январь 2014 года Накамура занимал 3-е место в рейтинге ФИДЕ после Карлсена и Ароняна.
Сыграл Tata Steel Chess Tournament в Вейк-ан-Зее, показав результат 5 из 11 (+2-3=6).
Выступил в Zurich Chess Challenge, финишировав 4-м из 6 участников с результатом 7½ из 15.
В апреле занял 3-е место на двухкруговом Мемориал Гашимова. Проиграл обе партии Карлсену, но дважды победил Мамедьярова и набирал 5 очков из 10 (+2−2=6).
В июне сыграл мини-матч против Давида Навары и легко выиграл, набрав 3½ очка из 4.
В ноябре провёл матч с Ароняном из 4-х классических и 16 блицпартий. В классику шахматисты сыграли вничью 2—2, в блице Накамура выиграл 9½—6½.

### 2015
В январе выиграл Gibraltar Chess Masters с результатом 8½ из 10 (+7−0=3).
Впервые за 2 года перестал быть первым шахматистом США в рейтинге ФИДЕ, но в феврале набрал самый высокий рейтинг в своей карьере — 2798 и занял 3-е место в мире.
В апреле стал четырёхкратным чемпионам США, набрав 8 очков из 11.
На первом этапе турнира в рамках Grand Chess Tour занял второе место после Ананда, набрал 6 очков из 9, показав перфоманс 2900. После турнира он поднял рейтинг до 2814 за июль 2015 года.
На заключительном этапе Гран-при ФИДЕ разделил 1-е место с Фабиано Каруаной и Дмитрием Яковенко, набрав 6½ очков из 11. Благодаря этому Накамура смог квалифицироваться на турнир претендентов.

### 2016—2017
В феврале второй год подряд выиграл Гибралтарский шахматный фестиваль, набрал 8 из 10 (+6-0=4), победив Максима Вашье-Лаграва на тай-брейке. В том же месяце выиграл Zurich Chess Challenge второй год подряд. Набрал одинаковое количество очков с Анандом, но из-за более высокого коэффициента Бергера был объявлен абсолютным победителем.
В марте занял предпоследнее место на турнире претендентов. Накамура набрал 7 очков из 14, отстав от победителя Карякина на 1½ очка.
В сентябре Накамура в составе сборной США выиграл 42-ю шахматную олимпиаду в Баку.
В январе—феврале 2017 года выиграл шахматный фестиваль в Гибралтаре с результатом 8 очков из 10 (+6-0=4). Он обыграл Давида Антона Гихарро в финале на тай-брейке со счётом 1½-½.

### 2018
В январе занял 2-е место на Speed Chess Championship, проиграв Карлсену в финале.
В феврале того же года принял участие в неофициальном чемпионате по шахматам Фишера, проиграв Карлсену со счётом 10-14.
С 28 мая по 7 июня участвовал в Ставангере 2018 и занял 3-е место, выступив с результатом 4½ из 8 (+1-0=7).
С 20 по 24 июня играл в Grand Chess Tour в Париже и одержал победу, набрав 23 очка и опередив Сергея Карякина с 21½ очками и Уэсли Со, набравшего 21 очко.
Выиграл турнир по рапиду и блицу в Сент-Луисе, который проходил с 11 по 15 августа 2018 года.
В ноябре выиграл рапид-часть первого турнира Tata Steel India Chess в Калькутте. Занял 2-е место в блицчасти того же турнира, проиграв 1½—½ на тай-брейке Вишванатану Ананду.
С 11 по 17 декабря в полуфинальном матче London Chess Classic Накамура победил Каруану со счётом 18-10, а в финале победил Максима Вашье-Лаграва. Таким образом, Накамура выиграл Grand Chess Tour 2018 года.

### 2019
В марте Накамура выиграл свой пятый чемпионат США с результатом 8 очков из 11.
В апреле выиграл Bullet Chess Championship на Chess.com, победив Алирезу Фируджу и Левона Ароняна, а в финале — Александра Бортника.
В начале мая разделил 2-е место Максимом Вашье-Лагравом на первом этапе Grand Chess Tour 2019 по быстрым шахматам в Кот-д’Ивуаре. Первое место занял Магнус Карлсен.
В конце мая сыграл в московском турнире Гран-при ФИДЕ с участием 16 игроков. Накамура победил Раджабова и Дубова, но в полуфинальном матче уступил Грищуку.
В сентябре принял участие в турнире Champions Showdown: Chess 9LX по шахматам Фишера. На протяжении всего турнира шахматисты встречались только с одним соперником, Накамура играл с Ароняном и смог победить.

### 2020
В начале 2020 года Накамура занимал 1-е место в мире по блицу. Из-за пандемии COVID-19 живые турниры почти не проводились. Резко возросла популярность онлайн-шахмат и Накамура сыграл в этом важную роль.
С апреля 2020 года участвовал в турнире Magnus Carlsen Chess Tour с призовым фондом в 1 миллион долларов. Он выиграл групповой этап Magnus Carlsen Invitational, заняв 2-е место после чемпиона мира. Обыграл Карлсена в полуфинале Lindores Abbey Rapid Challenge, но занял 2-е место, проиграв в финале Даниилу Дубову.
Накамура квалифицировался в финал Magnus Carlsen Chess Tour, где сыграл с чемпионом мира. Матч длился неделю, пока на армагеддоне Карлсен не одержал вверх. Чемпион мира похвалил Накамуру после матча, сказав, что тот провёл отличный матч, очень усложнив ему задачу.
В сентябре Накамура разделил 1-е место с Карлсеном в турнире Champions Showdown: Chess 9LX и занял 3-е место в турнире по рапиду и блицу в Сент-Луисе.
После множества побед в течение 2020 года на Chess.com, включая Titled Tuesday и Super Swiss, Накамура не смог защитить свой титул чемпиона США, заняв 7-е место.
В декабре Накамура выиграл Speed Chess Championship в третий раз. Вашье-Лаграв победил Карлсена в полуфинале и попал в финал с Накамурой, который победил со счётом 18½—12½. Накамура обыграл Вашье-Лаграва со счётом 8—3 в контроле 1+1. Перед финалом Накамура победил Мартиросяна 21—5, Федосеева 21½—5½ и Со 13½—12½.
В ноябре Накамура участвовал в Champions Chess Tour 2021, получив квалификацию в плей-офф Skilling Open и Airthings Masters. После поражения в четвертьфинале второго турнира Ароняну, Накамура со своей командой провели благотворительную трансляцию, собрав более 358 000 долларов для CARE.

### 2021
Накамура продолжил участвовать в Champions Chess Tour в турнире Opera Euro Rapid в феврале 2021 года. Его последняя партия в круговом турнире против Сэма Шенкленда имела решающее значение. Он получил выигранную позицию, но не смог реализовать и в итоге проиграл, выбыв из турнира.
В следующем турнире Champions Chess Tour, Magnus Carlsen Invitational, Накамура выступил с результатом +3−0=12, занял 4-е место на предварительном этапе и вышел в плей-офф. Затем проиграл свой двухдневный матч Яну Непомнящему и выбыл.
Накамура сыграл с результатом +4−0=11 на предварительном этапе New In Chess Classic, 5-го турнира Champions Chess Tour, занял 2-е место и вышел в плей-офф. После победы над Ле Куанг Лиемом и Мамедьяровым, он проиграл Карлсену со счётом 3—1 в первом матче и сыграл вничью во втором, заняв таким образом 2-е место. Накамура квалифицировался для в FTX Crypto Cup и Chessable Masters.
В августе выиграл турнир по рапиду и блицу в Сент-Луисе без единого поражения в своём первом живом турнире за 2 года.
В декабре в четвёртый раз подряд выиграл Speed Chess Championship, победив Уэсли Со в финале со счётом 23—8.
С 26 по 28 декабря участвовал в чемпионате мира по быстрым шахматам в Варшаве, где после тай-брейков оказался на 6-м месте.
29 декабря сыграл первую партию чемпионата мира по блицу, но отказался от участия из-за положительного теста на COVID-19.

### 2022
В декабре 2021 года президент ФИДЕ Дворкович предоставил Накамуре право на участие в Гран-при ФИДЕ 2022. В феврале, в первом матче турнира, он играл в группе А с Андреем Есипенко, Этьеном Бакро и Александром Грищуком. Этот турнир стал первым классическим турниром для Накамуры за 2 года. В течение пяти туров Накамура лидировал в своей группе с результатом 3½ из 5 (+2−0=3). В дальнейшем он вышел из группы и уверенно выиграл стадию плей-офф, став победителем турнира.
18 марта выиграл чемпионат 2022 года по пуле, организованный Chess.com, победив Эндрю Танга в финале.
Стал победителем Гран-при ФИДЕ 2022 и гарантировал себе квалифицию турнир претендентов 2022.
Накамура выиграл второй для себя чемпионат мира по шахматам Фишера, опередив чемпиона мира по этому варианту Уэсли Со и чемпиона мира Магнуса Карлсена.
В декабре выиграл пятый подряд Speed Chess Championship, победив в финале Магнуса Карлсена со счётом 14,5—13,5.
30 декабря занял 2-е место на чемпионате мира по блицу 2022 года, набрав 15 очков из 21, уступив победу Магнусу Карлсену.

### 2023
В феврале Накамура занял 2-е место на Airthings Masters.
В марте одержал свою первую победу на Кубке Америки, победив Уэсли Со в финале.
В апреле выиграл Chessable Masters в рамках Champions Chess Tour. Он одолел Магнуса Карлсена в финале сетки проигравших и одержал победу в двух матчах над Фабиано Каруаной, выиграв гранд-финал.
Накамура выиграл Ставангер 2023, победив Фабиано Каруану в последнем туре и завершив турнир с результатом 16½ из 27. В турнире использовалась система подсчета очков, при которой за победу в классических партиях начислялось 3 очка, а за поражение — ноль. Выступление Накамуры помогло ему занять 2-е место в июльском рейтинге ФИДЕ впервые с 2015 года.
В июле выиграл четвёртый для себя чемпионат по пуле на Chess.com, победив Магнуса Карлсена.
Участвовал в Кубке мира 2023 со вторым стартовым местом. Проиграл в четвёртом раунде Рамушбабу Прагнанандхе на тай-брейке со счётом 1—3 (две ничьи в классической части и два поражения в рапиде).
В октябре и ноябре участвовал в Большой швейцарке ФИДЕ, где занял 2-е место, набрав 8 очков из 11 (+5-0=6). Получил квалификацию на турнир претендентов 2024 года.
В декабре сыграл в финале Champions Chess Tour, заняв 5-е место. Он показал хорошие результаты в обычных играх (+6-3=9), но плохие в играх армагеддона (одна победа и пять поражений).
В течение 2023 года одержал 18 побед в еженедельных турнирах Titled Tuesday.

### 2024
В апреле сыграл в турнире претендентов. Его рекламировали как одного из фаворитов (вместе с Каруаной) бывшие чемпионы мира Карлсен и Ананд. После поражения Видиту в девятом туре, Накамура одержал три победы подряд над Абасовым, Прагнанандхаа и Фирузджей. В результате перед 13-м туром разделил 1-е место с Яном Непомнящим и Гукешем Доммараджу. В последних двух турах Накамура сыграл вничью и занял 2-е место с личным рекордом 8,5 из 14. В последнем туре сыграл вничью с лидером турнира Гукешем Доммараджу, который опережал его на пол-очка, из-за чего занял 2-е место.

## Стиль игры
Обладает атакующим, острокомбинационным стилем игры. Из-за этого Накамуру прозвали «водородной бомбой».
Накамура особенно хорошо играет в быстрые шахматы. В августе 2022 года занял первое место как в блиц-, так и в рапид-рейтинге ФИДЕ.
В сентябре 2020 года сказал: «В блицшахматах я, вероятно, лучший или второй лучший игрок за всю историю, по крайней мере, в интернете».

## Интернет-деятельность

### Трансляции
В 2018 году Хикару Накамура начал проводить трансляции на платформе Twitch под ником «GMHikaru». Он играет в скоростные шахматы против гроссмейстеров, других стримеров и зрителей, которые платят за подписку на его канал. В 2020 году, во время пандемии COVID-19, шахматы стали значительно более популярными на Twitch, и Хикару получил широкую известность. Аудитория его канала увеличилась в десять раз в период с февраля по июнь 2020 года. 27 августа 2020 года Накамура подписал контракт с киберспортивной организацией Team SoloMid на шестизначную сумму, что сделало его одним из первых шахматистов, присоединившихся к киберспортивной команде. 14 февраля 2021 года Накамура достиг отметки в 1 000 000 подписчиков на своём канале Twitch.
Накамура имеет канал на Youtube «GMHikaru». 5 мая 2021 года  достиг отметки в 1 000 000 подписчиков.

### Игра против компьютера
В конце 2016 года Накамура сыграл матч с форой против одной из сильнейших шахматных компьютерах программ «Komodo». В каждой партии фора была разная — программа играла без пешки f7 чёрными или f2 белыми, без качества или без трёх темпов. Матч закончился со счётом 2,5:1,5 в пользу Komodo. Накамура сумел свести первые три партии вничью, но проиграл последнюю.
17 июня 2018 года снова сразился с «Komodo», выиграв матч с общим счетом 20,5:2,5. Накамура сыграл с каждым из 20 уровней программы, выиграв все, кроме последнего. Далее сыграл 3 партии с форой против совершенно новой версии движка программы, сумев свести все 3 партии вничью.

## Рекорды
- Самый молодой победитель международного мастера в игре с рейтингом USCF (10 лет, 0 месяцев).
- Самый молодой победитель гроссмейстера в партии на рейтинг USCF (10 лет, 117 дней).
- Самый молодой международный мастер (13 лет, 2 месяца)[152].
- Самый молодой гроссмейстер США (15 лет, 2 месяца и 19 дней)[12].

## Вне шахмат
Накамура появился в роли самого себя в 5-м сезоне, 2-й серии сериала Showtime «Миллиарды», премьера которого состоялась 10 мая 2020 года.
Является активным инвестором на фондовом рынке. В апреле 2017 года появился в выпуске Bloomberg, чтобы обсудить взаимосвязь шахмат и торговли акциями. Во время своих трансляций иногда обсуждает инвестирование и другие финансовые темы.
В октябре 2020 года провёл онлайн-благотворительную выставку с 77 участниками, собрав около 9 500 $ для организации «Врачи без границ».
Перед президентскими выборами в США в 2020 году вызвал Барака Обаму сыграть в шахматы, чтобы собрать средства для фонда победы кандидата в президенты Джо Байдена и ActBlue.

## Личная жизнь
В 2023 году он женился на шахматистке Атусе Пуркашян.

## Спортивные результаты
| Год  | Город         | Турнир                    | + | − | = | Результат | Место |
| ---- | ------------- | ------------------------- | - | - | - | --------- | ----- |
| 2005 | Биль          | 38-й международный турнир | 2 | 3 | 5 | 4½ из 10  | 4—5   |
| 2008 | Гибралтар     | 6-й международный турнир  | 7 | 2 | 1 | 8 из 10   | 1     |
| 2009 | Сан-Себастьян | Международный турнир      | 4 | 0 | 5 | 6½ из 9   | 1     |
| 2009 | Лондон        | Международный турнир      | 0 | 1 | 6 | 6 из 21   | 7     |
| 2010 | Москва        | 5-й мемориал Таля         | 1 | 0 | 8 | 5 из 9    | 4—6   |
| 2010 | Лондон        | Международный турнир      | 2 | 1 | 4 | 10 из 21  | 4     |
| 2011 | Вейк-ан-Зее   | 73-й международный турнир | 6 | 1 | 6 | 9 из 13   | 1     |
| 2011 | Медиаш        | 5-й международный турнир  | 1 | 2 | 7 | 4½ из 10  | 3     |
| 2011 | Дортмунд      | 39-й международный турнир | 2 | 3 | 5 | 4½ из 10  | 5     |
| 2012 | Москва        | 7-й мемориал Таля         | 1 | 2 | 6 | 4 из 9    | 8—9   |
| 2013 | Ставангер     | Международный турнир      | 4 | 2 | 3 | 5½ из 9   | 2—3   |
| 2013 | Сент-Луис     | Международный турнир      | 2 | 1 | 3 | 3½ из 6   | 2     |
| 2015 | Гибралтар     | 13-й международный турнир | 7 | 3 | 0 | 8½ из 10  | 1     |
| 2016 | Гибралтар     | 14-й международный турнир | 6 | 4 | 0 | 8 из 10   | 1     |
| 2016 | Москва        | Турнир претендентов       | 3 | 3 | 8 | 7 из 14   | 7     |
| 2017 | Гибралтар     | 15-й международный турнир | 6 | 4 | 0 | 8 из 10   | 1     |
| 2018 | Ставангер     | 6-й международный турнир  | 1 | 0 | 7 | 4½ из 8   | 3     |

## Изменения рейтинга
| Графики недоступны из-за технических проблем. См. информацию на Фабрикаторе и на mediawiki.org. |